# باربارا ورل
باربارا ورل (انگلیسی: Barbara Werle؛ ۶ اکتبر ۱۹۲۸ – ۱ ژانویهٔ ۲۰۱۳) یک هنرپیشه و خواننده اهل ایالات متحده آمریکا بود.